# Чарна-Лонка
Чарна-Лонка (пол. Czarna Łąka, нім. Wilhelmsfelde) — село в Польщі, у гміні Ґоленюв Голеньовського повіту Західнопоморського воєводства.
Населення — 264 особи (2011).
У 1975-1998 роках село належало до Щецинського воєводства.

## Демографія
Демографічна структура станом на 31 березня 2011 року:
|          | Загалом | Допрацездатний вік | Працездатний вік | Постпрацездатний вік |
| -------- | ------- | ------------------ | ---------------- | -------------------- |
| Чоловіки | 130     | 35                 | 88               | 7                    |
| Жінки    | 134     | 34                 | 80               | 20                   |
| Разом    | 264     | 69                 | 168              | 27                   |